# Интербол (космический проект)

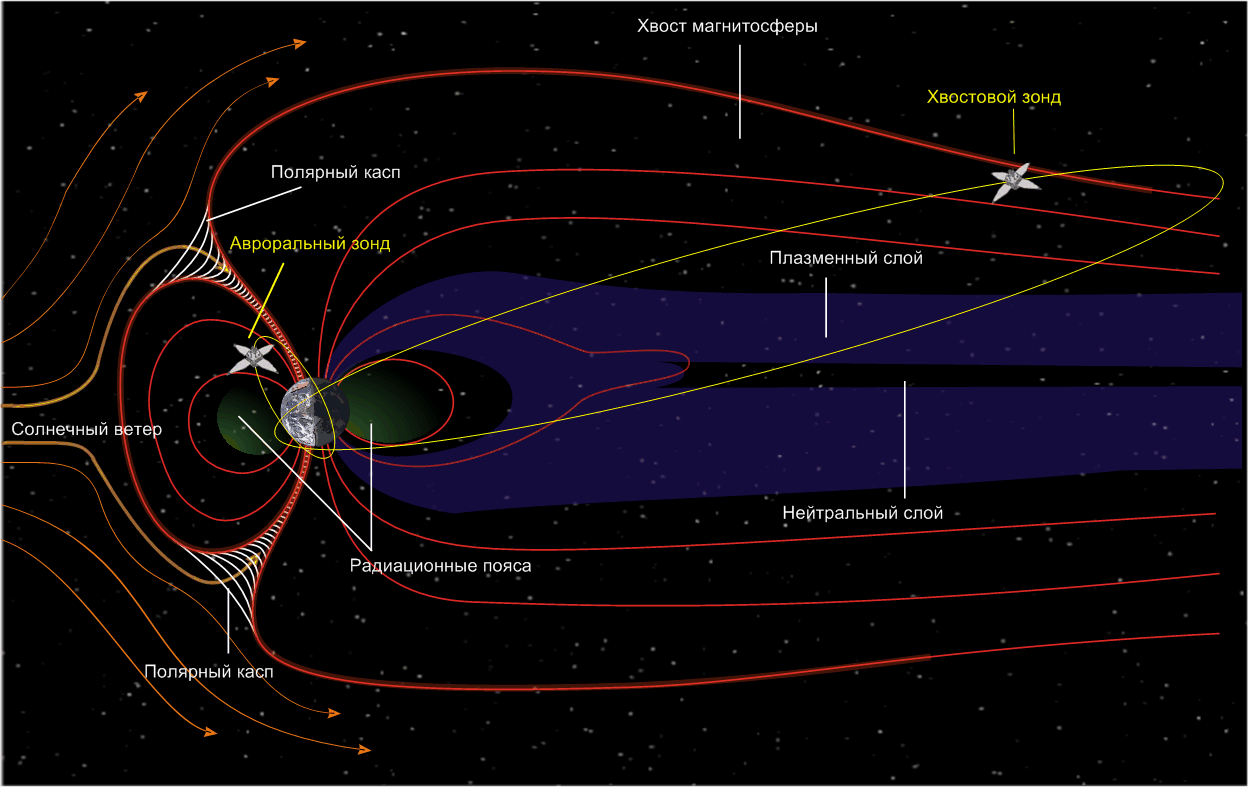
Магнитосфера Земли и орбиты спутников проекта «Интербол»

«Интербо́л» (англ. Interball) — международный научный проект изучения взаимодействия магнитосферы Земли с солнечным ветром, осуществлявшийся в 1995—2000 годах. В рамках проекта двумя запусками были выведены четыре космических аппарата: российский «Интербол-1» и чешский «Магион-4» исследовали внешние области магнитосферы, а «Интербол-2» и «Магион-5» — приполярные области внутренней магнитосферы и ионосферы. Полученные в ходе проекта результаты во многом изменили представления о механизме солнечно-земных связей и продолжают использоваться мировым научным сообществом.
Головной организацией проекта «Интербо́л» был Институт космических исследований РАН, основными участниками — научные и учебные учреждения Австрии, Болгарии, Великобритании, Венгрии, Германии, Италии, Канады, Кыргызстана, Кубы, Польши, Румынии, Словакии, Украины, Финляндии, Франции, Чехии, Швеции. Исследования по проекту проводились в тесной координации с проектами NASA, Европейского космического агентства, Японского агентства аэрокосмических исследований.

## Предпосылки проекта
Идея спутникового проекта, позволяющего как исследовать глобальную динамику магнитосферы, так и детально изучать её отдельные явления и структуры, появилась в конце 1970-х годов при подготовке запущенного в 1985 году по программе «Интеркосмос» советско-чехословацкого эксперимента «Интершок», в котором проводились исследования тонкой структуры околоземной ударной волны и магнитопаузы. В новом проекте планировалось проведение одновременных взаимоувязанных исследований в разных областях магнитосферы и применение многоточечных спутниковых измерений, позволяющих различать временны́е и пространственные вариации изучаемых явлений. Реализовать эти идеи в международном проекте «Интербол» удалось лишь через десять лет, в первую очередь по финансовым причинам.
Проект «Интербол», осуществлявшийся кооперацией научных организаций из разных стран под общим руководством Института космических исследований РАН, не только выполнял свою программу, но и стал важной частью более широкой программы изучения солнечно-земных связей, проводимой в 1990-х — 2000-х годах под координацией международной группы IACG (Inter-Agency Consultative Group for Space Science) и включавшей как наземные измерения на сети станций, расположенных по всему земному шару, так и спутниковые наблюдения на следующих космических аппаратах:
- Японо-американский «Geotail[англ.]», запущенный в хвостовую часть магнитосферы[комм. 1] 24 июля 1992 года;
- Российско-украинский «КОРОНАС-И», исследовавший процессы на Солнце и запущенный 2 марта 1994 года;
- Американский «Wind», проводящий исследования во фронтальной части магнитосферы и запущенный 1 ноября 1994 года;
- Российский «Интербол-1» («Прогноз-11») и чешский «Магион-4», изучавшие хвостовую часть магнитосферы и запущенные 3 августа 1995 года;
- Европейско-американская солнечная обсерватория «SOHO», запущенная 2 декабря 1995 года;
- Американский «Polar[англ.]», запущенный на полярную орбиту 24 февраля 1996 года;
- Российский «Интербол-2» («Прогноз-12») и чешский «Магион-5», изучавшие авроральные области[комм. 2] и запущенные 29 августа 1996 года;
- Европейская система из четырёх аппаратов «Cluster II[англ.]», запущенная в область полярного каспа[комм. 3] двумя пусками 16 июля и 9 августа 2000 года;
- Российско-украинский «КОРОНАС-Ф», запущенный 31 июля 2001 года и продолживший программу «Коронас-И».

## Цели проекта
Целью проекта «Интербол» было установление и исследование причинно-следственных связей между солнечным ветром, активными процессами в хвосте магнитосферы и явлениями в её полярных (авроральных) областях. От этих связей зависят плазменные процессы в околоземном пространстве, порождающие магнитные бури, пучки ускоренных частиц в ионосфере и магнитосфере, авроральные явления, радиоволновые выбросы. Мощные возмущения в магнитосфере и ионосфере вызывают помехи радиосвязи, влияют на работу космических аппаратов, наводят паразитные токи на протяженных трубопроводах и линиях электропередачи, особенно в высоких широтах, и могут нарушать их работу. Предполагается влияние магнитосферных процессов на климатические явления и биологические объекты.
В ходе исследований, проводимых космическими аппаратами проекта «Интербол» изучались следующие процессы:
- изменение конфигурации магнитного поля в хвосте магнитосферы при накоплении в нём магнитной энергии;
- генерация продольных токов, поддерживающих связь ионосферных токовых систем с магнитосферой;
- ускорение частиц в хвосте магнитосферы и в полярных областях;
- генерация аврорального километрового излучения[англ.];
- высвобождение и диссипация энергии, накопленной в магнитосферном хвосте;
- резкие изменения картины полярных сияний и свечения ночного неба.

## Описание проекта
Для проведения исследований в рамках проекта были запущены два зонда, каждый из которых включал пару из основного спутника и субспутника, разделявшихся после выведения и следовавших по одной орбите на контролируемом расстоянии:
- хвостовой зонд в составе «Интербол-1» («Прогноз-11») и субспутника «Магион-4» — на эллиптическую орбиту с апогеем 200 000 км и начальным наклонением 63,8°[10];
- авроральный зонд в составе «Интербол-2» («Прогноз-12») и субспутника «Магион-5» — на эллиптическую орбиту с апогеем 20 000 км и начальным наклонением 62,8°[11].

Основные спутники «Интербол-1» и «Интербол-2» были построены в НПО им. Лавочкина на базе аппаратов серии «Прогноз» и несли научную аппаратуру, произведённую в различных странах-участниках эксперимента. Аппаратура этих спутников выполняла главные измерения в соответствии с исследовательской программой. Специально для осуществления проекта «Интербол» была создана новая модификация аппаратов серии «Прогноз», получившая заводское обозначение «СО-М2» («Прогноз-М2»). С помощью специального конструктивного агрегата количество приборов, устанавливаемых на борту спутника, было увеличено вдвое. Была обновлена система энергопитания, в состав которой вошли радиационно-стойкие солнечные батареи с увеличенным сроком службы, более ёмкие аккумуляторы и новый комплекс автоматики. Это увеличило ожидаемый срок активного существования спутника с шести-десяти месяцев до двух-пяти лет. Для увеличения срока работы аппаратов впервые в отечественной практике были приняты меры для выравнивания электрических потенциалов на их поверхности. Электрические заряды, приобретаемые разными частями спутника при прохождении через радиационные пояса, могут приводить не только к ускоренной деградации солнечных батарей, но и к возникновению разрядов, выводящих из строя аппаратуру. На спутниках «Интербол» была применена сплошная металлизация их поверхности и панелей солнечных батарей, а также покрытие открытых частей электропроводящей краской. Эти меры способствовали и уменьшению воздействия, оказываемого спутником на распределение электрических потенциалов в окружающем пространстве, что повысило точность проводимых экспериментов.
Значительно доработана была система сбора, обработки и передачи информации с научных приборов. Задачи проекта требовали измерения слабых магнитных полей, в то время как спутники семейства «Прогноз» не были «магнитно-чистыми», потребовалась надёжная система фильтрации полезных сигналов установленных на спутниках магнитометров от помех, создаваемых самими аппаратами. В дополнение к магистральному радиокомплексу (МРК) «Прогнозов», работавшему в аналоговом режиме, на аппаратах проекта «Интербол» была установлена цифровая система сбора научной информации (ССНИ), разработанная в ИКИ РАН и позволявшая как передавать данные в реальном времени, так и записывать их на магнитные диски для последующего воспроизведения во время сеансов связи.
Субспутники «Магион-4» и «Магион-5», созданные в Институте физики атмосферы Чешской Академии наук, несли меньший набор аппаратуры аналогичного назначения и проводили измерения с меньшим разрешением и в меньшем объёме. Субспутники передавали данные в аналоговом и цифровом виде и имели возможность записи информации в полупроводниковое запоминающее устройство. Использование на каждой орбите двух аппаратов, следующих на расстоянии друг от друга и проводящих измерения с различным разрешением, позволило определять пространственные и временные вариации изучаемых явлений.

### Хвостовой зонд
В соответствии с задачами проекта хвостовой зонд в составе спутников «Интербол-1» и «Магион-4» должен был пересекать область нейтрального слоя в хвосте магнитосферы на расстоянии 70 000—100 000 км от Земли, а также проводить измерения в области солнечного ветра и магнитопаузы на флангах магнитосферы и в дневной части. Дата запуска «Интербола-1» и ориентация его орбиты были выбраны таким образом, чтобы пересечение плазменного слоя происходило на каждом витке с середины сентября по середину марта ежегодно. Период обращения аппаратов хвостового зонда был выбран некратным целым суткам, что обеспечило их прохождение над всеми долго́тами Земли и равномерное покрытие наблюдениями околоземного пространства. Основной объём экспериментов, проводимых на хвостовом зонде, был посвящён изучению параметров магнитосферной плазмы. На первом этапе проекта, до запуска аврорального зонда, производились совместные эксперименты с космическими аппаратами «Geotail» и «Wind». Был проведён анализ развития суббури в нескольких областях магнитосферы одновременно и получены новые данные о механизме возникновения суббурь. В хвосте магнитосферы, на расстоянии около 10 земных радиусов, был зафиксирован поток частиц, не отраженный на существующих схемах радиационных поясов. Обнаруживалось изменение свойств околоземной среды при инжекции электронных и плазменных пучков с орбитальной станции «Мир», осуществляемой в моменты, когда «Интербол-1» находился на одной силовой линии магнитного поля со станцией, на расстоянии 25 000 — 30 000 км от неё.

#### Интербол-1
На борту аппарата «Интербол-1» («Прогноз-11») были установлены шесть инструментов для исследования процессов в околоземной плазме, шесть инструментов для исследования магнитных и электрических полей и три инструмента для изучения космических и рентгеновских лучей. Кроме того, на нём была установлена аппаратура для определения взаимного расположения с субспутником «Магион-4» и традиционный для спутников серии «Прогноз» набор инструментов для измерения радиационной обстановки в околоземном пространстве. При установленном сроке работы в два года «Интербол-1» функционировал и передавал научные данные более пяти лет, вплоть до схода с орбиты в октябре 2000 года.

#### Магион-4
Научная аппаратура субспутника «Магион-4» включала четыре прибора для изучения электрических и магнитных волн и полей, три прибора для исследования плазменных процессов, детектор высокоэнергичных частиц и рентгеновский фотометр. Субспутник «Магион-4» проработал около двух лет до отказа аккумуляторов. После этого некоторое время аппарат работал с питанием только от солнечных батарей, но из-за замыкания в аккумуляторной батарее напряжение на его борту упало ниже допустимого минимума. Последний полноценный сеанс связи с «Магион-4» был проведён в сентябре 1997 года, с февраля 1998 года работа с ним была полностью прекращена. За это время на «Магионе-4» был проведён большой объём совместных экспериментов с «Интерболом-1».

### Авроральный зонд
Орбита спутников аврорального зонда обеспечивала их длительное нахождение на высоте 12 000—19 000 км в области полярного каспа — воронки, образованной силовыми линиями магнитного поля Земли над Северным магнитным полюсом, куда могут свободно проникать частицы солнечного ветра. С помощью приборов аврорального зонда отслеживалась связь местных явлений в авроральной области с процессами в хвосте, где находится «спусковой механизм» магнитных бурь и других масштабных процессов в магнитосфере. Дата и время запуска аврорального зонда были выбраны так, чтобы его аппараты достаточно часто оказывались в магнитосопряженных точках (на одной силовой линии магнитного поля Земли) с хвостовым зондом. Период обращения, как и для хвостового зонда, был выбран таким, чтобы обеспечить прохождение над всеми долго́тами Земли. Основное внимание уделялось изучению электрических и магнитных волн и полей. Отдельными задачами аврорального зонда были оптические наблюдения за авроральными явлениями в различных диапазонах и изучение аврорального километрового радиоизлучения, возникающего в приполярной зоне на высоте одного-трёх радиусов Земли. Проводились совместные эксперименты с норвежским нагревным стендом EISCAT, исследовалось влияние мощного КВ-излучения стенда на процессы в магнитосферной плазме.

#### Интербол-2
На «Интербол-2» («Прогноз-12») были установлены три инструмента для изучения авроральной плазмы, три для высокотемпературной (тепловой) плазмы, четыре прибора для регистрации и изучения ОНЧ-волн, трёхкомпонентный магнитометр, прибор для обнаружения и изучения потоков высокоэнергетичных электронов, средства наблюдения за полярными сияниями в ультрафиолетовом диапазоне и измерения их спектра в эмиссионных линиях кислорода. Также во время полёта аппарата проводились дозиметрические измерения и эксперименты по сравнению разных типов солнечных батарей.
«Интербол-2» работал в сложнейших радиационных условиях, проводя половину времени в наиболее тяжёлых областях радиационных поясов Земли, поэтому на нём были приняты дополнительные меры к обеспечению надёжности аппаратуры. В состав аппаратуры спутника был включён генератор ионных пучков, позволяющий управлять его электрическим потенциалом. В дополнение к магистральному радиокомплексу и цифровой системе сбора научной информации была установлена аналого-цифровая система технического обеспечения СТО-ПА, передающая широкополосную информацию с части приборов в режиме реального времени.
В первые же дни полёта «Интербола-2» была обнаружена неустойчивость его положения, вызванная как возмущениями, возникающими на низкой относительно других «Прогнозов» орбите, так и ошибками расчёта динамики аппарата. Оперативно была предложена и реализована схема с гашением возмущений импульсами двигателей ориентации, но это привело к ускоренному расходу запасов рабочего тела. Через полтора года полёта «Интербола-2» произошла разгерметизация аппарата с нарушением экранно-вакуумной изоляции и температура на борту стала расти. В целом аппарат сохранил работоспособность, но часть научных приборов и систему СТО-ПА пришлось отключить. К концу 1998 года закончился запас сжатого газа, используемого в двигателях ориентации и стало невозможным удержание оси аппарата на Солнце для обеспечения оптимальной освещенности солнечных батарей. В таком состоянии «Интербол-2» продолжал работать и ограниченно передавать научные данные до конца 1999 года.

#### Магион-5
Состав комплекса научной аппаратуры «Магион-5», аналогичного по конструкции субспутнику «Магион-4», включал три прибора для изучения ОНЧ-волн и полей, два трёхкомпонентных магнитометра с различными пределами измерений, детектор потоков плазмы и измеритель параметров холодной плазмы, два инструмента для измерения энергетических спектров заряженных частиц, двухканальную видеокамеру (видимый и ИК диапазоны) для регистрации полярных сияний.
Связь с субспутником «Магион-5» оказалась потеряна сразу после запуска из-за неисправности в его системе энергоснабжения. Через 20 месяцев, в мае 1998 года, работу «Магион-5» удалось возобновить. До этого времени в составе аврорального зонда работал только «Интербол-2». После прекращения работы «Интербола-2» в январе 2000 года субспутник «Магион-5» продолжал функционировать на орбите аврорального зонда и передавал данные в полном объёме до середины 2001 года, после чего из-за окончания запасов газа для двигательной установки стало невозможно поддерживать его ориентацию на Солнце и оптимальную освещённость солнечных батарей. Окончательно работа с «Магион-5» была прекращена в начале 2002 года.

## Информационное обеспечение проекта
Возможности установленных на борту «Интерболов» научных приборов и объём предоставляемых ими данных существенно превысили возможности хранения и передачи информации, обеспечиваемые бортовыми системами спутников. В ходе реализации проекта «Интербол» в ИКИ РАН была создана принципиально новая, перепрограммируемая в ходе полёта система сбора научной информации (ССНИ), сохраняющая информацию на жёстких дисках общим объёмом 160 Мбайт. Скорость воспроизведения информации ССНИ была увеличена в несколько раз по сравнению со штатной радиолинией спутника. Во время проводимых во время полёта сеансов связи обнаружилось, что и эта скорость недостаточна, путём перепрограммирования ССНИ и наземных систем она была ещё увеличена с проектных 64 кбит/с до 250 кбит/с, что в те годы было выдающимся показателем для исследовательских спутников. Это позволило резко сократить время воспроизведения информации и увеличить объём передаваемых данных. На спутнике «Интербол-2», проводившем большое количество волновых измерений, в дополнение к ССНИ была установлена система СТО-АП, передавшая аналоговые данные этих измерений в широкополосном режиме прямой передачи. Увеличены были и объёмы информации, передаваемой на борт космического аппарата, что позволило обновлять программы работы научных приборов и постоянно управлять их режимами в ходе полёта. В ходе выполнения проекта основной объём научной информации, около 90 %, был получен через ССНИ и СТО-АП. На долю штатного магистрального радиокомплекса (МРК) аппаратов пришлось около 10 %. При этом потери данных, передаваемых через ССНИ были незначительными, менее 0,01 %, в то время как данные МРК имели большое количество сбоев, только половина информации, переданной через МРК, имела менее 1 % потерь.
Важной проблемой была защита бортовой аппаратуры от воздействия космической радиации. Традиционные методы защиты — металлические экраны, выбор радиационно-стойких электронных компонентов — не полностью исключали вероятность сбоев, вызванных энергичными частицами. Кроме того, с целью удешевления и ускорения разработки, при изготовлении ССНИ использовались стандартные компоненты в индустриальном, а не в космическом и военном исполнении, что могло дополнительно снижать надёжность работы. Частое прохождение радиационных поясов учитывалось в программе полёта и часть приборов, которая могла быть при этом повреждена, временно отключалась. ССНИ же должна была работать всё время. Были реализованы программные меры самопроверки, позволяющие обнаруживать и исправлять ошибки, возникающие при работе ССНИ. На спутнике «Интербол-2», проводившем в радиационных поясах около половины времени, уже во время полёта было произведено перепрограммирование бортового процессора ССНИ таким образом, чтобы на нём выполнялись одновременно три одинаковых программы, по результатам «голосования» обнаруживающие и исправляющие единичные сбои в ячейках памяти.
Для управления одновременным полётом четырёх спутников было разработано специальное математическое обеспечение. Управление «Интерболами» и приём научной информации с них осуществлялось средствами РНИИ КП с НИП-16 вблизи Евпатории, оснащенного несколькими мощными антенными комплексами. Управление субспутниками «Магион» и приём с них научной информации производились из чешской обсерватории Панска Вес.

## Результаты проекта
«Интербол» был одним из первых космических проектов, в котором была реализована идея одновременных наблюдений с помощью одинаковых приборов, установленных на разных аппаратах. Сроки работы участвовавших в проекте аппаратов оказались различными, но на значительном временном интервале удалось получить результаты измерений с одновременно работавших пар спутников. Использование работающих в паре основного спутника и субспутника позволяло установить, какие изменения в магнитосфере происходят с течением времени, а какие — регистрируются вследствие перемещения КА в пространстве. Проект «Интербол» стал одной из самых успешных советских и российских программ по исследованию околоземного космического пространства. Объём данных, собранных в ходе проекта, превышает весь суммарный объём данных по солнечно-земной физике, полученный в исследованиях, проводимых ранее в СССР и в России в течение примерно тридцати лет. В ходе проекта были выявлены и недостатки использованных методов, что стимулировало дальнейшее развитие многоспутниковых измерений. В частности, измерения каждым из зондов «Интербола» производились только в двух точках, из-за чего было невозможно следить за развитием изучаемых процессов в трёхмерном пространстве. Трёхмерное наблюдение за околоземными процессами впервые было реализовано миссией ЕКА «Cluster II», запущенной в 2000-м году по программе исследования солнечно-земных связей IACG и включавшей четыре идентичных аппарата, располагавшихся в пространстве в форме тетраэдра, в 2007-м году многоспутниковые исследования магнитосферы были продолжены в программе NASA THEMIS.
Сосредоточенный архив программы «Интербол», хранящийся в ИКИ РАН, включает более 300 Гбайт научных данных. Информация, поступавшая со спутников проекта, доступна для международного научного сообщества через всемирную базу данных Центра Годдарда NASA. На основе данных проекта «Интербол» опубликовано более 500 статей, значительная часть которых написана в рамках международного сотрудничества. Результаты проекта продолжают использоваться в научных работах, им посвящены несколько специальных выпусков российских и международных научных журналов в области космических исследований и физики Земли. Научные исследования, проводившиеся по проекту «Интербол», охватывают широкий круг проблем и включают собственно геофизические задачи по изучению структуры и динамики магнитосферы и ионосферы Земли, фундаментальные вопросы физики плазмы и астрофизики, связь процессов на Солнце и в межпланетной среде с «космической погодой», влияющей на биосферу, и человеческую деятельность.
В ходе реализации проекта «Интербол» был получен ценный опыт по созданию космических аппаратов, работающих в напряженной радиационной обстановке и методам их защиты от воздействия энергичных заряженных частиц. Были разработаны и успешно применены программные методы компенсации аппаратных сбоев, вызываемых космической радиацией в бортовом информационном комплексе. Сравнение стандартных и радиационно-стойких панелей солнечных батарей, проведённое на «Интерболе-2», показало, что степень деградации новых панелей за время полёта составила 20 %, в то время как стандартные панели деградировали на 70 %.

## Развитие проекта
В продолжение исследований солнечно-земных связей с помощью многоспутниковых систем планировался российско-украинский проект «Интербол-Прогноз», который должен был включать группу из двух-трёх лёгких спутников на солнечно-синхронной орбите высотой около 600 км и аппарат среднего класса «Интербол-3», снабженный собственной двигательной установкой и работающий на высокой эллиптической орбите. «Интербол-3» должен был проводить измерения в межпланетной среде и внешней магнитосфере и продолжить исследования естественного фона миллиметрового излучения, начатые в эксперименте РЕЛИКТ-1. Для решения всех научных задач для «Интербола-3» предлагалась сложная схема полёта, с начальным выведением на гало-орбиту точки либрации L1 системы Земля-Луна для изучения фронтального солнечного ветра, после чего он должен был перейти на эллиптическую орбиту вокруг Земли с апогеем 350 000—400 000 км и исследовать процессы в магнитосфере, а в завершение программы облететь точку L2, наиболее удобную для измерения СВЧ-излучений с низким уровнем помех. Этот проект реализован не был.
С начала 2000-х годов в ИКИ РАН началась подготовка международного многоспутникового эксперимента «Резонанс» по исследованию внутренней магнитосферы, предполагающего одновременные измерения с высоким разрешением на четырёх малых спутниках МКА-ФКИ, выведенных на высокоэллиптические орбиты. Первоначально запуск спутников проекта «Резонанс» предполагался в 2012 году, потом в 2017—2018 годах, впоследствии сроки ещё сдвинулись, первый запуск спутника «Резонанс-МКА» планируется осуществить в качестве попутной нагрузки в 2027-2028 годах.

### Комментарии
1. 1 2 3  Хвост магнитосферы. Дата обращения: 21 апреля 2021. Архивировано 5 сентября 2019 года. — область магнитосферы на ночной стороне Земли, простирающаяся на расстояние до 1 500 000 км. Силовые линии магнитного поля в хвосте разомкнуты, линии разной полярности разделены слоем высокотемпературной плазмы, окружающим нейтральный слой. Плазменный слой является резервуаром заряженных частиц, формирующих радиационные пояса Земли.
2. 1 2  Авроральная зона (авроральный овал). Дата обращения: 15 апреля 2021. Архивировано 15 апреля 2021 года. — область, занимаемая полярными сияниями, находится на высоте ~100-150 км. Окружает геомагнитный полюс, достигает геомагнитной широты ~78° на дневной стороне и ~68° на ночной стороне. С ростом геомагнитной возмущенности расширяется в более южные широты.
3. 1 2  Полярные каспы. Дата обращения: 21 апреля 2021. Архивировано 21 апреля 2021 года. — воронкообразные области, являющиеся границей между замкнутыми и разомкнутыми силовыми линиями в магнитосфере. Через каспы частицы солнечного ветра проникают в ионосферу Земли, нагревают её и вызывают полярные сияния.